# Suite Gothique/Diskografie
Diese Diskografie ist eine Übersicht über die Ton- und Videodokumente bedeutender Interpreten der Suite Gothique des französischen Komponisten Léon Boëllmann.
| Interpretation                     | Instrument                                                                            | Aufnahmeort                                            | Medium               | Musiklabel/Verlag/Herausgeber                        | Jahr | Anmerkungen                                                                     |
| ---------------------------------- | ------------------------------------------------------------------------------------- | ------------------------------------------------------ | -------------------- | ---------------------------------------------------- | ---- | ------------------------------------------------------------------------------- |
| Edward Power Biggs                 | Æolian-Skinner                                                                        | Columbia University                                    | LP, Mono             | Columbia                                             | 1949 | Album French Organ Music                                                        |
| Pierre Cochereau                   | Orgel von Notre Dame                                                                  | Kathedrale Notre-Dame de Paris                         | LP                   | Philips                                              | 1968 |                                                                                 |
| Nicholas Danby                     |                                                                                       | Blenheim Palace                                        | LP                   | Columbia                                             | 1968 | Album Organ Favourites from Blenheim Palace                                     |
| Leonid Rojsman                     |                                                                                       |                                                        | LP                   |                                                      | 1969 |                                                                                 |
| Jean Costa                         | Cavaillé-Coll                                                                         | St-Sernin (Toulouse)                                   | Single               | Classic                                              | 1970 | Nr. 3 und 4, Album L’immortelle Prière à Notre Dame                             |
| Ralph Davier                       | Orgel der Royal Albert Hall (Henry Willis & Sons, Harrison & Harrison, Mander Organs) | Royal Albert Hall in London                            | LP                   | Ace of Diamonds                                      | 1972 | Album Ralph Davier At The Royal Albert Hall                                     |
| Virgil Fox                         | Æolian-Skinner                                                                        | Riverside Church in New York City                      | LP                   | Angel Records                                        | 1972 | nur Toccata, Album Virgil Fox play the Classics                                 |
| Edgar Krapp                        | Späth/Stockmann                                                                       | Abtei Gerleve                                          | LP                   | Psallite                                             | 1974 | Album Französische Orgelmusik aus der Benediktinerabtei Gerleve                 |
| Franz Haselböck                    | Mathis                                                                                | Basilika Mariazell                                     | LP                   | Berliton                                             | 1975 | nur Toccata                                                                     |
| André Isoir                        | Isnard/Cavaillé-Coll/Boisseau                                                         | Église Saint-Salomon-et-Saint-Grégoire de Pithiviers   | LP                   | Calliope                                             | 1976 | nur Toccata, Album L'Orgue Symphonique I                                        |
| Wolfgang Wünsch                    | Rieger                                                                                | Bamberger Dom                                          | LP                   | Christopherus-Verlag, Freiburg                       | 1977 | nur Toccata, Album Orgelkonzert im Dom zu Bamberg                               |
| Ludger Mai                         | Seifert                                                                               | St. Matthias in Berlin                                 | LP                   | Motette-Ursina, Wiesbaden                            | 1977 | nur Toccata, Album Ludger Mai spielt virtuose Orgelmusik                        |
| Odile Pierre                       | Cavaillé-Coll                                                                         | La Madeleine in Paris                                  | LP                   | RCA Classique                                        | 1978 | nur Toccata, Album Toccatas et Carillons                                        |
| Martin Weyer                       | Karl Schuke                                                                           | Lutherische Pfarrkirche St. Marien in Marburg          | LP                   | Impression                                           | 1978 | nur Toccata, Album Orgelmusik der Romantik in Deutschland und Frankreich        |
| Klaus Germann                      | Weyland                                                                               | Kirche am Bielert                                      | LP                   | Pelca                                                | 1978 | Album Barock – Romantik                                                         |
| Helmut Kickton                     | Kreienbrink                                                                           | St. Johannes in Coesfeld-Lette                         | Online-Video         | YouTube-Kanal Crucenius                              | 1979 | Konzertmitschnitt, nur Toccata                                                  |
| Viktor Scholz                      | Oberlinger                                                                            | St. Lambertus in Erkelenz                              | LP                   | Organo Phon                                          | 1979 | Album Die Oberlinger-Orgel in der Kath. Pfarrkirche St. Lambertus zu Erkelenz   |
| David Sanger                       | Klais                                                                                 | Abteikirche Bath                                       | LP                   | Saga                                                 | 1980 |                                                                                 |
| Ernst-Erich Stender                | Kemper                                                                                | Marienkirche in Lübeck                                 | LP                   |                                                      | 1980 | Album Ernst-Erich Stender spielt an der großen Orgel zu St. Marien in Lübeck    |
| Marie-Andrée Morisset-Balier       | Cavaillé-Coll                                                                         | St-Ouen (Rouen)                                        | LP, auch bei YouTube | Teleson                                              |      | Album Orgue et Trompette á Saint Ouen de Rouen                                  |
| Philippe Lefebvre                  | Louis Debierre                                                                        | Notre-Dame-de-Bon-Port in Nantes                       | LP                   | FY Record                                            | 1982 | Album Les 2 Suites pour orgue                                                   |
| Michael Pohl                       | Sauer                                                                                 | Thomaskirche in Leipzig                                | CD                   | Digital Media Service Berlin                         | 1983 | Album Orgelmusik des 19. und 20. Jahrhunderts                                   |
| Daniel Chorzempa                   | Orgel der Military Academy Cadet Chapel                                               | Military Academy Cadet Chapel in West Point (New York) | CD                   | Philips                                              | 1985 |                                                                                 |
| Michelle Leclerc                   | Cavaillé-Coll                                                                         | Kathedrale von Belley                                  | LP                   | Medias Music                                         | 1986 | nur Toccata, Album L’Orgue Virtuose                                             |
| Olivier Latry                      | Oberlinger                                                                            | St. Joseph in Bonn-Beuel                               | LP                   | Organo Phon                                          | 1987 | Album An der Oberlinger-Orgel der Pfarrkirche St. Joseph Bonn-Beuel             |
| David M. Patrick                   |                                                                                       | Buckfast Abbey in Buckfastleigh                        | CD                   | Priory                                               | 1988 | nur Toccata, Album Parisian Splendour                                           |
| Andreas Meisner                    | Klais                                                                                 | Altenberger Dom                                        | CD                   | Mitra                                                | 1989 | Album Die Faszination der Altenberger Domorgel                                  |
| Peter Hurford                      | Rieger                                                                                | Ratzeburger Dom                                        | CD                   | Jubilee                                              | 1991 | Album Organ Spectacular                                                         |
| Sophie-Véronique Cauchefer-Choplin | Cavaille-Coll                                                                         | St-Sulpice in Paris                                    | CD                   | Studio SM                                            | 1992 | Album Au Grand Orgue de Saint-Sulpice                                           |
| Marie-Claire Alain                 | Hauptorgel von St-Sulpice                                                             | St-Sulpice (Paris)                                     | CD                   | Erato                                                | 1994 | Album Great Toccatas                                                            |
| Olivier Latry                      | Orgel von Notre-Dame                                                                  | Notre-Dame de Paris                                    | CD                   | Organa Viventia                                      | 1994 | Album Récital à Notre-Dame de Paris                                             |
| Helga Schauerte-Maubouet           | Orgeln des Domes St. Stephan                                                          | Passauer Dom                                           | CD                   | Syrius                                               | 1995 | Album „Die Passauer Domorgel“                                                   |
| Maurice Clerk                      | Schmid                                                                                | Kathedrale von Dijon                                   | CD                   | IFO Classics                                         | 1997 | Album Maurice Clerc in Concert                                                  |
| Xaver Varnus                       | Rieger                                                                                | Matthiaskirche in Budapest                             | Online-Video         | YouTube-Kanal Xaver Varnus                           | 1997 | Konzertmitschnitt                                                               |
| Pierre Pincemaille                 | Rieger                                                                                | Abteikirche Marienstatt                                | CD                   | IFO Records                                          | 1999 | Album 30 Jahre Rieger-Orgel                                                     |
| Birgit Wildeman                    | Kleuker                                                                               | St. Johannis in Nieblum                                | CD                   | Musicom                                              | 1999 | nur Toccata, Album Orgelmusik auf Föhr                                          |
| Matthias Eisenberg                 | Mühleisen                                                                             | St. Severin in Leipzig                                 | CD                   | RAM                                                  | 2001 | Album Matthias Eisenberg an der Mühleisenorgel in St. Severin – Keitum auf Sylt |
| Michel Chapuis                     | Riepp/Rabiny/Callinet/Stiehr-Mockers/Hartmann                                         | Notre-Dame in Dole                                     | CD, auch bei YouTube | Plenum Vox                                           | 2002 | Album Visage romantique                                                         |
| Helga Schauerte-Maubouet           | Orgelbau Kuhn                                                                         | Mindener Dom                                           | CD                   | Sirius                                               | 2003 | Album „Léon Boëllmann“                                                          |
| Felix Hell                         | Rieger-Kloss                                                                          | Independent Presbyterian Church in Savannah (Georgia)  | CD                   | MSR Classics                                         | 2005 | Album Felix Hell plays the Rieger-Kloss Organ                                   |
| Gerard Brooks                      | Cavaillé-Coll                                                                         | St-Ouen (Rouen)                                        | CD                   | Priory Records                                       | 2007 | Album Abbey Spectacular!                                                        |
| Joseph Nolan                       | Hauptorgel von St-Sulpice                                                             | St-Sulpice in Paris                                    | CD, auch bei YouTube | Brigade                                              | 2009 | Album The Organ of Saint-Sulpice                                                |
| Jonathan Scott                     | Lewis                                                                                 | Albion Congregational Church in Ashton-under-Lyne      | Online-Video         | YouTube-Kanal scottbrothersduo                       | 2010 | nur Toccata                                                                     |
| Ullrich Böhme                      | Sauer                                                                                 | Thomaskirche in Leipzig                                | CD                   | Rondeau Production                                   | 2017 | Album Die Orgeln der Thomaskirche zu Leipzig                                    |
| Daria Burlak                       | Stahlhut/Jann                                                                         | Pfarrkirche St. Martin (Düdelingen)                    | Online-Video         | Youtube-Kanal Jean-Baptiste Dupont                   | 2018 |                                                                                 |
| Michael Dudman                     | Walcker                                                                               | Methuen Memorial Music Hall                            | CD                   | MPD Records                                          | 2019 | Album The Great Organ at Methuen                                                |
| Simon Lindley                      | Harrison & Harrison                                                                   | St. Peter in Leeds                                     | CD                   | Naxos                                                | 2019 | Album French Organ Music                                                        |
| Jean-Baptiste Dupont               | Cavaillé-Coll                                                                         | St-Sernin (Toulouse)                                   | Online-Video         | Youtube-Kanal Jean-Baptiste Dupont                   | 2019 |                                                                                 |
| Diane Bish                         | Alfred Kern & fils                                                                    | Straßburger Münster                                    | Online-Video         | YouTube-Kanal Fans of Diane Bish                     |      | veröffentlicht auf YouTube 2022                                                 |
| Gert van Hoef                      | Hinsz                                                                                 | Bovenkerk in Kampen                                    | Online-Video         | YouTube-Kanal Gert van Hoef                          | 2020 |                                                                                 |
| Susanne Rohn                       | Sauer-Orgel                                                                           | Erlöserkirche in Bad Homburg                           | Online-Video         | YouTube-Kanal Evangelische Erlöserkirche Bad Homburg | 2021 |                                                                                 |
| David Briggs                       | Æolian-Skinner                                                                        | Cathedral of Saint John the Divine in New York City    | Online-Video         | YouTube-Kanal David Briggs                           | 2021 |                                                                                 |